# 麥拉頓·巴杜奴域
麥拉頓·巴杜奴域（1977年4月10日—），是波赫的足球運動員，司職中場。
16歲前他從未踢過足球，此前他喜歡打籃球，但他遇上波斯尼亞戰爭，導致當地一間籃球球會也沒有，他遂選擇足球為職業。

## 外部連結
- Profile at Nogometni Magazin（页面存档备份，存于）